# سعد المدهش
سعد المدهش (20 مايو 1955 -)، ممثل ومؤلف سعودي.

## عن حياته
فنان متعدد المواهب عمل كمؤلف وكاتب سيناريو وممثل ومسرحي، يحمل شهادة بكالوريوس آداب وتربيه في جامعة الملك سعود، قام بتأليف عديد من الأعمال التلفزيونية الناجحة، منها:
- المقطار لحبيب الحبيب وراشد الشمراني
- عيال منفوحة، بطولة فايز المالكي
- غشمشم ، الجزئين الأول والثاني
- فيه شيء غلط لبشير الغنيم ومحمد العيسى.
- جاري يا حمودة  للأستاذ يوسف الجراح.

بالإضافة إلى العديد من حلقات مسلسل
- وشوشة
- طاش ما طاش.

كما يعد المدهش من أهم مؤلفي المسرح؛ حيث قدم العديد من الأعمال المسرحية، منها:
- حراج أكاديمي لعلي المدفع وحبيب الحبيب
- شنترة بن عداد بطولة حبيب الحبيب وسعد الصالح عبد الله المزيني
- البيت الآلي بطولة حبيب الحبيب وإخراج زكريا المومني.
- ثانية أ للأستاذ محمد العيسى وإخراج عبد الإله السناني.
- رشيد بن الملوح لحبيب الحبيب وإخراج رجا العتيبي.

، ولم يتوقف المدهش عند التليفزيون والمسرح، بل خاض تجربة التأليف الإذاعي، من خلال المسلسل الرمضاني يوميات عباس ، لإذاعة إم بي سي إف إم، على مدى أربع سنوات، بطولة يوسف الجراح.

## أعماله

### الأعمال التلفزيونية (تمثيل)
- المشهد الاخير
- خلك معي
- طاش ما طاش.
- يوميات راشد.
- خذ وخل
- غشمشم جزئين الاول والثاني
- المقطار
- جاري حمودة
- شعبان في رمضان
- أحلام رابح
- شيكات
- سكتم بكتم ضيف شرف
- سواق المعازيب
- نساء من زجاج
- هذا حنا ضيف شرف
- طماشه 5
- سناب شاف
- البشارة
- شباب البومب
- أوريم
- مشراق

### الأعمال التلفزيونية (تأليف)
- المقطارللاستاذ حبيب الحبيب وراشد الشمراني والذي يصور هذه الايام، لصالح تلفزيون ام بي سي.
- أحلام رابح بطولة فايز المالكي.
- غشمشم1.
- غشمشم2
- فيه شيء غلط للاستاذ بشير الغنيم ومحمد العيسى
- 15 حلقه من مسلسل جاري يا حمودة للاستاذ يوسف الجراح.
- استراحة القروية
- 15 حلقه من مسلسل وشوشه  بطولة يوسف الجراح وحبيب الحبيب وبشير الغنيم وعماد اليوسف.
- العديد من حلقات طاش ما طاش
- مسلسل لورنسيات (2010) وقام بدور أبو لورنس
- تاليف مسلسل سواق المعازيب 1  بمشاركة أخوه عبد العزيز، إخراج محمد العوالي
- تأليف مسلسل  بني قرقاص  ، عرض على قناة فنون، إخراج قصي الحديدي.

### الأعمال المسرحية (تأليف)
- حراج أكاديمي بطولة علي المدفع وحبيب الحبيب
- شنترة بن عداد بطولة حبيب الحبيب وسعد الصالح وعبد الله المزيني
- البيت الالي بطولة حبيب الحبيب وإخراج زكريا المومني.
- ثانية أ للاستاذ محمد العيسى وإخراج عبد الإله السناني
- رشيد بن الملوح للاستاذ حبيب الحبيب وإخراج رجا العتيبي.

### الأعمال الاذاعية (تأليف)
- المسلسل الرمضاني يوميات عباس لإذاعة ام بي سي اف ام على مدى تسع سنوات بطولة يوسف الجراح.
- تاليف المسلسل الاذاعي  بلوتوثات مسموعه  لصالح إذاعة ام بي سي اف ام.

## روابط خارجية
- سعد المدهش على موقع قاعدة بيانات الأفلام العربية